# Banyulegi
Banyulegi is een bestuurslaag in het regentschap Mojokerto van de provincie Oost-Java, Indonesië. Banyulegi telt 2688 inwoners (volkstelling 2010).